# ベニシア・スタンリー・スミス
ベニシア・スタンリー・スミス（Venetia Stanley-Smith、1950年12月27日 - 2023年6月21日）は、イギリス・ロンドン出身のハーブ研究家・英会話学校経営者。夫は山岳写真家の梶山正。
曽祖父の異母兄はイギリスの外務大臣・インド副王兼総督を務めた初代カーゾン侯爵(初代スカーズデール子爵)ジョージ・カーゾンであり、祖父リチャード・ナサニエル・カーゾンは第2代スカーズデール子爵。

## 人物
1950年に第2代スカーズデール子爵リチャード・ナサニエル・カーゾン(1898–1977)の三女・ジュリアナ・カーゾンと、シェークスピア劇俳優を夢見ていた父デレク・スタンリー・スミスの間に生まれる。
母の実家は、イギリスの建築家ロバート・アダムが手がけたケドルストンホール（2014年4月現在は、ナショナルトラストが管理）と呼ばれるカーゾン家のマナー・ハウスであった。スカースデイル子爵2世には男子がなく、爵位は1959年に親戚の家系が継いだ。
2歳のときに両親が離婚し、再婚を繰り返す母ジュリアナに従って国内外を転居し、６歳からジャージー島セント・ヘリアの小学校に通い、10歳から6年間ヒースフィールドという寄宿舎制の女子校で学ぶ。ロンドンの女子高に進学し、花嫁学校を経て、19歳の時に母国を離れてバックパッカーとしてインドに辿り着き、暫く現地でグルに従事しながら生活をしていたが、1971年に船で日本の九州南部に渡り、1974年に日本人男性と結婚、東京、岡山の生活を経て、1978年から京都長岡で英会話学校の経営を始める。
1992年に登山家の梶山正と再婚し、1996年に大原に移住。これがきっかけとなり、テレビ・新聞・講演・カレンダーなどメディアが取り上げている。打ち込める趣味としてガーデニングを始め、友人のアドバイスでハーブを育て始め、6年後の2002年にNHKの「わたしのアイデアガーデニングコンテスト」で特別賞を受賞したことをきっかけに、ハーブ教室を始めるなど、ハーブ専門家として活動を始め、2007年に初めての著書『ベニシアのハーブ便り』を上梓し、その後エッセイ本やDVDなども出版。また、NHK「猫のしっぽ カエルの手 京都 大原 ベニシアの手づくり暮らし」のスタッフによるドキュメンタリー映画が2013年9月14日に公開された。
前述の通り、日本人男性と2度の結婚歴があり、最初の夫との間に長女・サチア、次女・ジュリー、長男・主慈、2番目の夫である梶山との間に次男・悠仁がいる。次女が産後鬱から統合失調症を発症したことを公表している。また、母親の4回の結婚により6人の兄弟姉妹がおり、異父妹の一人は同じくガーデニングを趣味としアイルランドのティペラリー県ニーナーでCurraquill Gardenを運営している。
2018年に番組内で視力の悪化と記憶障害を告白し、PCA（後部皮質萎縮症）の診断を受け、2021年に介護施設に入所。
2023年6月21日、誤嚥性肺炎のため死去。72歳没。

## テレビ出演
- おしゃれ工房(2007年8月29日、NHK教育テレビジョン)
- 猫のしっぽ カエルの手 京都 大原 ベニシアの手づくり暮らし（2009年4月5日～、NHKデジタル衛星ハイビジョン、NHK BSプレミアム→NHK Eテレ）
- スタジオパークからこんにちは（2010年10月20日、NHK総合テレビジョン）
- あさイチ（2010年11月10日、NHK総合）

## 著書
- 『ベニシアのハーブ便り 京都・大原の古民家暮らし』（2007年、世界文化社）
- 『ベニシアの京都里山暮らし 大原に安住の地を求めて』（2009年、世界文化社）
- 『ベニシアの京都里山日記 大原で出逢った宝物たち』（2009年、世界文化社）
- 『猫のしっぽ カエルの手：ベニシアのエッセイ集 ベニシアの手づくり暮らし』　3編、世界文化社 ‐DVD BOOK（各編、DVD:2枚+エッセイ集1冊）
  - 春・夏編（2010年 4月）ISBN 978-4-418-10002-6
  - 秋・冬編（2010年10月）ISBN 978-4-418-10003-3
  - 英国里帰り編（2011年6月）ISBN 978-4-418-11006-3
- 『ベニシアの言葉の宝箱（猫のしっぽ カエルの手）』（2012年 11月）‐DVD BOOK（エッセイ集1冊+DVD:1枚）ISBN 978-4-418-12003-1

## ドキュメンタリー映画
- ベニシアさんの四季の庭（2013年9月14日公開）